# Повітряні сили Ічкерії
Повітряні сили Ічкерії — вид збройних сил Чеченської Республіки Ічкерії.

## Історія
У результаті виводу з Чеченської Республіки у 1992 році частин Російської армії було залишено практично усе озброєння колишнього СРСР, у тому числі літаки й засоби протиповітряної оборони (ППО).
На авіабазі «Калинівська» Армавірським авіаційним училищем були залишені 39 навчально-тренувальних літаків Л-39 «Альбатрос», 80 Л-29 «Дельфин», 3 винищувачі МіГ-17, 2 тренувальних МіГ-15УТІ, 6 літаків Ан-2, 5 Ту-134 й 2 гелікоптера Мі-8.
На авіабазі «Ханкала» залишились 72 Л-39 і 69 Л-29 «Дельфин».
Всі літаки були не бойовими, але за певних обставин їх можна було використовувати як штурмовики. Таким чином, чисельний склад ПС Чеченської Республіки Ічкерія оцінювався у 267 літаків і 2 гелікоптера. Ситуація з боєприпасами була невтішною — некерованих авіаційних ракет на складах майже не залишилося, а значна частина авіабомб була навчальною, і основну частину озброєння ПС складали застарілі авіабомби калібру 50—100 кг..
За даними російської розвідки, до листопада 1994 року справними та боєздатними були лише близько 40 % техніки, тобто приблизно сто бойових машин.
Більшість чеченської авіаційної техніки була знищена на аеродромах у перші ж дні Першої чеченської війни.
ППО авіабаз налічувала 10 ЗРК «Стріла-10», 23 зенітно-артилерійські установки різних типів і 7 ПЗРК «Ігла».
Крім того, за даними деяких ЗМІ, загони моджахедів, що воювали в Чечні, мали кілька ПЗРК «Stinger» американського виробництва.

## Пункти базування
Для базування чеченської авіації могли бути використані три авіабази:
- Авіабаза «Грозний — Північний»
- Авіабаза «Калинівська»
- Авіабаза «Ханкала»

Повідомлялося також про роботи з пристосування кількох ділянок автострад для базування літаків.

## Техніка та озброєння
| Тип                | Виробництво    | Призначення                                          | Кількість   | Зауваження |        |
| Літаки             | Літаки         | Літаки                                               | Літаки      | Літаки | Літаки |
| ------------------ | -------------- | ---------------------------------------------------- | ----------- | --- | ------ |
| Aero L-39 Albatros | Чехословаччина | навчально-тренувальний літак навчально-бойовий літак | 111         | 1 літак збитий 4 жовтня 1992 року в результаті дій опозиції, екіпаж загинув. |        |
| Aero L-29 Delfin   | Чехословаччина | навчально-тренувальний літак                         | 149         | |        |
| МіГ-17             | СРСР           | винищувач                                            | 3           | |        |
| МіГ-15УТІ          | СРСР           | навчально-тренувальний винищувач                     | 6           | |        |
| Ан-2               | СРСР           | літак загального призначення                         | 6           | 2 літаки збиті 21 вересня 1992 року в результаті дій опозиції, екіпажі загинули. |        |
| Гелікоптери        |                |                                                      |             | |        |
| Мі-8               | СРСР           | універсальний гелікоптер                             | 15          | на гелікоптери окремо один від одного наносилися прапор та герб Чеченської Республики Ічкерії (зі спрощеним зображенням вовка та дев'ятьма жовтими п'ятикутнимим зірками): на Мі-8Т б/н 23 червоний було нанесено звичайний варіант герба з чорним фоном, а на Мі-8Т б/н 39 жовтий чорного фону не було; фюзеляж гелікоптера Мі-8Т б/н 39 жовтий, на якому збереглися зірки, після руйнування використовувався військовими РФ як споруди гірського контрольно-пропускного пункту. |        |
| Системи ППО        |                |                                                      |             | |        |
| 9К35 «Стріла-10»   | СРСР           | самохідний зенітний ракетний комплекс                | 15          | ближньої дії |        |
| різні типи         | СРСР           | зенітні артилерійські установки                      | 23          | |        |
| 9К38 «Ігла»        | СРСР           | Переносний зенітно-ракетний комплекс                 | 17          | |        |
| 9К34 «Стріла-3»    | СРСР           | Переносний зенітно-ракетний комплекс                 | немає даних | |        |
| FIM-92 Stinger     | США            | Переносний зенітно-ракетний комплекс                 | немає даних | |        |

## Розпізнавальні знаки
На електронних сторінках, присвячених символіці ВПС країн світу, часто згадується розпізнавальний знак ВПС ЧРІ, що є радянською червоною зіркою (розпізнавальний знак ВПС СРСР), з накладеним на неї гербом ЧРІ. Однак жодних фотографій, що свідчать про це, не наводиться.

Рондель ВПС ЧРІ, що наносився на літаки L-39
Рондель ВПС ЧРІ (альтернативний варіант)
Прапор Чеченської Республіки Ічкерія (без герба) наносився на гелікоптери Мі-8Т
Герб Чеченської Республіки Ічкерія наносився на гелікоптери Мі-8Т (зі спрощеним вовком і жовтими зірками)